# Valle Aurelia (métro de Rome)
Valle Aurelia est une station de la ligne A du métro de Rome.

## Situation sur le réseau
Établie en souterrain, la station Valle Aurelia est située sur la ligne A du métro de Rome, entre les stations Baldo degli Ubaldi, en direction de Battistini, et Cipro, en direction de Anagnina.